# Higher (chanson de Taio Cruz)
Pour les articles homonymes, voir Higher.
Singles de Taio Cruz
Shine a Light (en)
(2010) Telling the World
(2011)
Singles par Kylie Minogue
Get Outta My Way
(2010) Better than Today
(2010)
Higher est une chanson dance-pop/R&B par le chanteur britannique Taio Cruz. La chanson existe en trois versions, la version mondiale en collaboration avec la chanteuse australienne Kylie Minogue, la version américaine avec le rappeur américain Travie McCoy et la version flamande avec le girl group flamand K3[réf. nécessaire]. La chanson est issue de son second album Rokstarr mais également de sa première compilation The Rokstarr Collection.

## Classement
| Classement (2010-2011)                  | Meilleure position |
| --------------------------------------- | ------------------ |
| Allemagne (Media Control AG)            | 3                  |
| Australie (ARIA)                        | 25                 |
| Autriche (Ö3 Austria Top 40)            | 3                  |
| Belgique (Flandre Ultratop 50 Singles)  | 12                 |
| Belgique (Wallonie Ultratop 50 Singles) | 9                  |
| Canada (Hot 100)                        | 13                 |
| Écosse (OCC)                            | 6                  |
| Espagne (PROMUSICAE)                    | 16                 |
| États-Unis (Hot 100)                    | 24                 |
| États-Unis (Dance Club Songs)           | 1                  |
| États-Unis (Pop Airplay)                | 13                 |
| Finlande (Suomen virallinen lista)      | 7                  |
| France (SNEP)                           | 7                  |
| Hongrie (Rádiós Top 40)                 | 4                  |
| Irlande (IRMA)                          | 7                  |
| Nouvelle-Zélande (RMNZ)                 | 5                  |
| Norvège (VG-lista)                      | 2                  |
| Pologne (ZPAV)                          | 2                  |
| Pologne (Dance Top 50)                  | 31                 |
| Roumanie (Romanian Top 100)             | 49                 |
| Royaume-Uni (UK Singles Chart)          | 8                  |
| Slovaquie (IFPI Rádio)                  | 8                  |
| Suède (Sverigetopplistan)               | 18                 |
| Suisse (Schweizer Hitparade)            | 4                  |